# اشترونسدورف
اشترونسدورف (به آلمانی: Stronsdorf) یک منطقهٔ مسکونی در اتریش است که در ناحیه میستلباخ واقع شده‌است. اشترونسدورف ۱٬۷۲۵ نفر جمعیت دارد.